# Saint-Amans, Lozère
Saint-Amans là một xã ở tỉnh Lozère trong vùng Occitanie, phía nam nước Pháp. Khu vực này có độ cao trung bình 1140 mét trên mực nước biển.
Sông Colagne chảy theo hướng tây qua phía nam thị trấn.